# EROS
EROS (zkratka z The Extremely Reliable Operating System - Extrémně spolehlivý operační systém) je operační systém zaměřený na bezpečnost a spolehlivost.
Zpočátku byl vyvíjen na Pensylvánské univerzitě, později vývoj převzala univerzita Johna Hopkinse v Baltimore.
V současnosti je vývoj na tomto operačním systému již zastaven. Za následníka tohoto systému je považován operační systém Coyotos.